# NGC 6085
NGC 6085 (również PGC 57486 lub UGC 10269) – galaktyka spiralna (Sa), znajdująca się w gwiazdozbiorze Korony Północnej. Odkrył ją Albert Marth 2 lipca 1864 roku. Jest to galaktyka z aktywnym jądrem typu LINER.